# Пиньос (река, впадает в залив Хелонитис)
Пиньо́с (греч. Πηνειός) — река в западной части Пелопоннеса, Греция. Длина реки — 70 километров.
Берёт начало на юго-западных склонах гор Эримантос, недалеко от деревни Криовриси. Высота истока — 1000 метров над уровнем моря. Впадает в залив Хелонитис Ионического моря, к юго-западу от Гастуни. В древности впадала в залив Килиниос.
Верхнее течение реки образует границу между периферийными единицами Элидой и Ахеей. Основное течение реки проходит по равнине Элиды. На реке расположены следующие населённые пункты: Криовриси, Айия-Триас, Калфас, Кендрон, Каливия, Айия-Мавра, Кавасилас, Вартоломьон.

## История
В 1960 году началось строительство плотины Пиньос, чтобы обеспечить стабильное водоснабжение северной части Пелопоннеса и Элиды. Это самая высокая плотина на Пелопоннесе, образовавшееся водохранилище Пиньос — самый большой водоём на полуострове.
Согласно греческой мифологии, Пиньос, вместе с Алфиосом были перенаправлены Гераклом для очистки Авгиевых конюшен.